# 淹死在馬桶裡

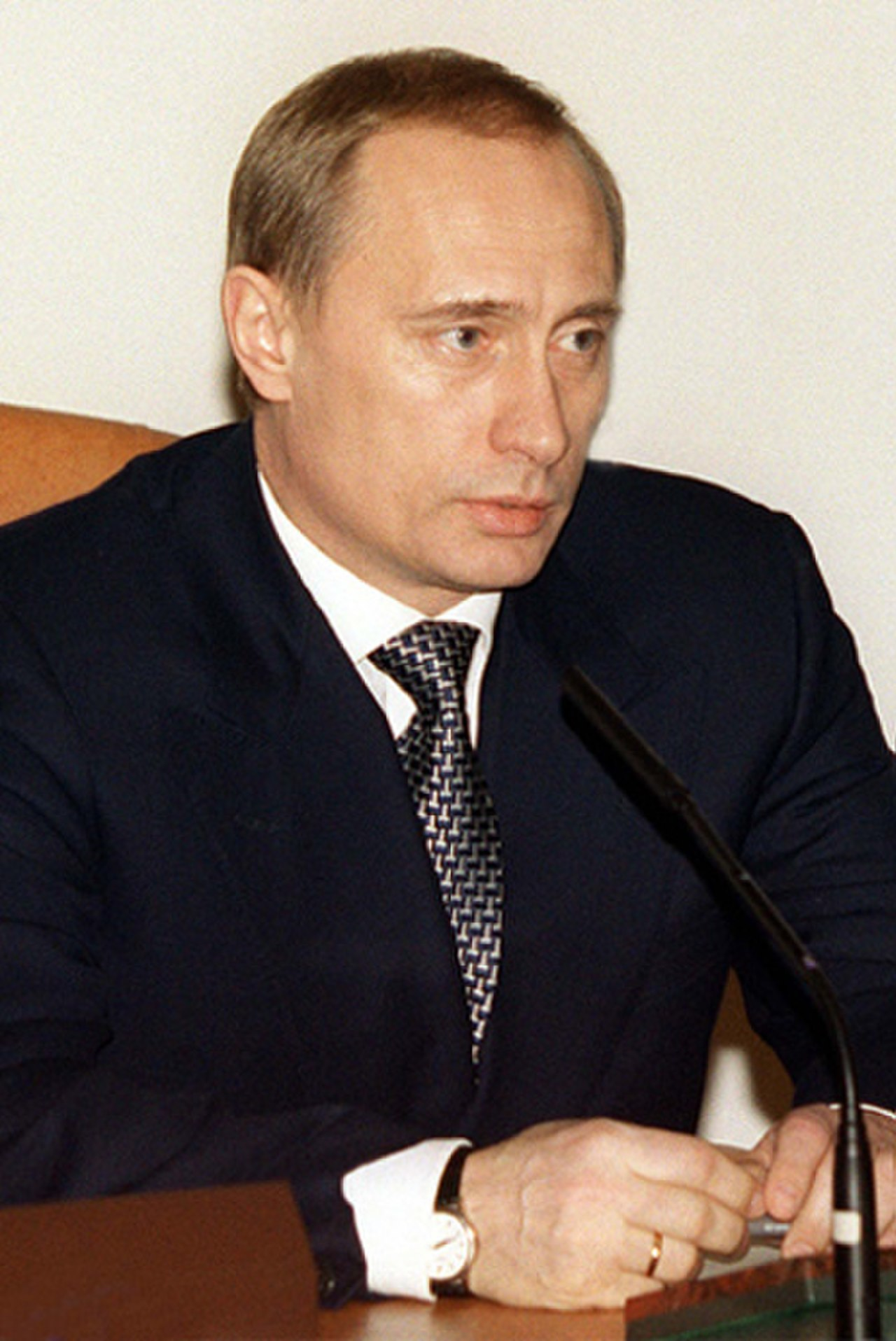
弗拉基米尔·普京，攝於1999年12月31日

「淹死在馬桶裡」言論（羅馬化：Mochit' v sortire），是時任俄羅斯總理的普京在1999年在達吉斯坦視察時所說的一段話。其言論引起了極大迴響，甚至成為了外界對俄羅斯人的刻板印象的一部分。

## 原話
|                                            |  |  |
| ——普丁，於1999年在達吉斯坦視察時所說的原話 |  |  |

正確翻譯為：
|  | 我們將到處追擊恐怖分子，在機場[抓到]，就在機場——抱歉，原諒我——[當場槍斃]，在廁所抓到就把他淹死在馬桶里；如此，所有問題最終都將得以解決。 |

## 含義與爭議
在普京發表言論後，這句諺語新增了「突然捕捉並無情地鎮壓任何人」的意思。而對此，蘇聯時期持不同政見人士，弗拉基米爾·布科夫斯基持有自己的看法，他認為以前使用「淹死在馬桶裏」的含義是「殺死告密者並將其淹死在廁所裡」，而非普京認為的那樣。布科夫斯基認為普京對於這個諺語的由來一無所知——
|                         | 這是一個來自難民營的罪犯用語：當時斯大林主義時期後期有難民營起義。當時營地很大——每個營地裡有15～20萬個營帳。這些營地的廁所通常設在山上，而這類廁所都是茅坑式的。反叛分子會做的第一件事，就是殺死了告密者並將他們扔進廁所。因為到了春天，茅坑飄不出腐敗的氣體，那些屍體也會被找不到。[⋯⋯] 因此，「淹死在廁所」這個用語，其實意味著要「淹死線人」。 |
| ——弗拉基米爾·布科夫斯基 | |

## 其他評論
俄罗斯共产党中央总书记根納季·安德烈耶維奇·久加諾夫說道：「為了淹死人在馬桶裡，你必須首先建一個廁所。在那個10年沒有建成一座現代化高科技工廠的時代，那就是一場災難」。
《德國人在克里姆林宮》（Немец в Кремле）一書的作者亞歷山大·格列勃維奇·拉爾說道：「普京對他當時說了『淹死在廁所裡』這一言論感到後悔。」

## 訛傳
福克斯的記者誤認「原諒他們是上帝的事情，我們的任務就是送他們見上帝」一句也是普京的言論，並將其發送至社交媒體。而類似情況在新聞媒體界也十分頻密。而事實上，「原諒他們是上帝的事，我的任務是送他們去見上帝」一句是出自於A·J·昆奈爾於1980年出版的小說《火線救援》（Man on Fire），以及1987年同名電影、與2004年的翻拍電影。